# Doosan Škoda Power
Doosan Škoda Power a.s. (dříve Škoda Power, Škoda Energo, Škoda DIZ a Brown & Root Škoda) je česká strojírenská firma. Specializuje se na vývoj a výrobu parních turbín, tepelných výměníků a souvisejících energetických zařízení. Její historie sahá až do roku 1904, kdy plzeňská škodovka vyrobila první parní turbínu o výkonu 420 kW. V současnosti je součástí jihokorejského konglomerátu Doosan, který dokončil akvizici podniku v roce 2009. Má významné postavení na světovém trhu, své výrobky dodává například do USA nebo Japonska.
V lednu 2025 společnost oznámila záměr provést primární nabídku akcií na Burze cenných papírů Praha, kam chtěla umístit až třetinu svých akcií. Od března 2025 jsou tak akcie společnosti obchodované na této burze, jsou také součástí indexu PX.